# 從地心竄出7：尖叫島
《從地心竄出7：尖叫島》（英語：Tremors: Shrieker Island，前稱作）是一部2020年美國怪獸喜劇片，由唐·麥可·保羅執導並與布萊恩·布萊特利（Brian Brightly）共同編劇，麥可·葛羅斯及瓊·海德主演。本片為《從地心竄出6：酷寒地獄》（2018年）的續集和《從地心竄出》系列的第七部電影，講述當一群獵人任意對加博巨蟲（Graboid）卵進行基因改造後，事情一發不可收拾，這使資深獵人伯特·甘莫（Burt Gummer，葛羅斯飾演）等人將面對更巨大、聰明的巨蟲和尖叫獸（Shriekers）群。
《從地心竄出7：尖叫島》於2020年10月20日以DVD首映發行。

## 劇情
艾維生物科技（Avex-Bio Tech）總裁兼遊戲獵人比爾在他的私人島嶼黑暗島（Dark Island）帶領富有的參與者，如比爾的搭檔李察博士、菁英獵人安娜等人一起追捕加博巨蟲（Graboid）；李察博士還對蟲卵進行基因改造，使島上的加博巨蟲體型巨大無比。但是鄰島有一支同屬於艾維生物科技研究團隊在島上進行研究，其中潔思敏·「潔思」·維克博士和同事吉米發現比爾怪異舉止的行為後於是暗中跟隨，卻發現有條死去的加博巨蟲，沒多久他們就被尖叫獸（Shriekers）襲擊，其中一名隨從為了掩護他們而死。兩人逃出生天後潔思讓吉米去巴布亞紐幾內亞找孤立生活的伯特·甘莫。當比爾來訪時潔思才得知比爾非法繁殖四隻巨蟲，其中一隻被比爾等人殺死，而且比爾為了不讓任何人干擾到他們的狩獵行為還切斷了通訊，使得潔思無法對外求救。
吉米來到巴布亞紐幾內亞找到了伯特，他現在是一名遠離政府的自我生存者。伯特的兒子崔維斯因涉嫌走私迷幻蘑菇而在墨西哥被捕。一開始伯特不打算參與，當吉米說服他這是他的命運時伯特才勉強同意。伯特來到黑暗島後與潔思處得相當尷尬，原來伯特未結婚前曾與潔思發生過一夜情，後來潔思對伯特隱瞞自己懷孕的事實並將崔維斯扶養長大。伯特開始領導眾人對付巨蟲，其中包括對吉米情有獨鍾的假小子弗雷迪。此時比爾突然再次來訪，並警告伯特並不要阻擾他的狩獵，但是伯特反過來警告比爾巨蟲的可怕。伯特和眾人來到以前戰時的地堡發現這裡只有兩把砍刀、兩把M2火焰噴射器和少數不穩定的炸藥。
在黑暗島，尖叫獸襲擊了比爾的隊伍，這些尖叫獸比以往的更強，牠們以能發出震耳欲聾的尖叫聲作為武器。伯特等人現身營救了比爾和倖存者，並炸毀一把火焰噴射器萊殺死一隻加博巨蟲。伯特等人回到潔思的研究站點時他們發現其餘三隻巨蟲逃出黑暗島並游泳來到達了他們的位置。伯特勸說比爾取消追捕行動並打算重新打開通訊系統，但他拒絕並囚禁了伯特等人。
比爾等人的狩獵仍在繼續，但當最大的巨蟲出現並被比爾冠以「女王」（The Queen）之名時，安娜終於了解到事情的嚴重性後於是勸說比爾該停止了，但是一意孤行的比爾不打算聽勸，安娜被比爾繳械後自行退出，並來到伯特等人囚禁的地堡來釋放他們，並表示自己願意加入他們。但他們在離開前就遭到了被安娜引來的巨蟲襲擊，他們用炸藥將除了女王外的所有加博巨蟲全部炸死。伯特找到比爾但仍然無法說服他放棄狩獵，然後女王現身並吞噬了比爾。伯特聚集了其餘的倖存者，打算用他的朋友瓦爾·麥基和厄爾·巴塞特以前的方法，他們打算將女王引誘到被稱為魔鬼之腕（Devil's Punchbowl）的火山上，讓他在高處跌落到裝滿炸藥的山腰上，從而殺死牠。
因尖叫獸獵食比爾的狩獵團隊且大量繁殖，伯特與眾人商量他和吉米回到黑暗島的山洞中將其餘的尖叫獸全部殺光，而潔思和其他人則去設陷阱。伯特和吉米將黑暗島的尖叫獸們殺光後返回研究地點，但發現女王在那裡等待伯特。眾人前往魔鬼之腕，與吉米一起執行了伯特的計劃。兩人成功地將女王帶入陷阱，但女王即將要把兩人吃掉時伯特在最後一秒將吉米推開讓自己被女王吞下，打算與女王同歸於盡，最後女王摔下山崖時潔思等人引爆炸藥將女王和伯特同時殺死。他們為伯特立了紀念墓碑，在上方留下了伯特的武器、帽子和墨鏡等遺物。
在片尾，表明4月14日是伯特·甘莫紀念日。接著播放了伯特·甘莫在前幾部電影登場的鏡頭剪輯。

## 演員
- 麥可·葛羅斯飾演伯特·甘莫（Burt Gummer）
- 瓊·海德飾演吉米（Jimmy）
- 潔姬·克魯茲飾演弗雷迪（Freddie）
- 李察·布雷克飾演比爾（Bill）
- 卡羅琳·蘭格里什（英语：Caroline Langrishe）飾演潔思敏·「潔思」·威克（Jasmine "Jas" Welker）
- 凱西·克萊爾（Cassie Clare）飾演安娜（Anna）
- 馬修·道格拉斯（Matthew Douglas）飾演李察博士（Dr. Richards）

## 外部連結
- 互联网电影数据库（IMDb）上《從地心竄出7：尖叫島》的资料（英文）
- 爛番茄上《從地心竄出7：尖叫島》的資料（英文）